# 天道盟
天道盟（てんどうめい、ティエン・ダオ・メン）は、台湾の犯罪組織の一、広域暴力団。活動地域は台湾の主に中部と南部。台湾の北から南まで、国外にも拠点を有する。実際の構成員数は不明であるが、総構成員は現在で数万人ともいわれている。台湾三大黒社会組織（暴力団）の一者として、竹聯幇、四海幇と並び称される。
天道盟は台湾暴力団の中で、地縁が最も強い地元連盟である。
天道盟の歴史は竹聯幇、四海幇と比較して短いが、その勢力は軽視することはできず、三大黒社会組織（暴力団）のうち、最も迅速に勢力を拡大している。
しかしながら、天道盟の組織はその他の組織の構成とは異なり、連盟の形態をとっているため、それぞれの下部団体は全て勝手にふるまっている。
それゆえ、天道盟の勢力は強大であるが、組織としての全体の統制があまりとれていないため、天道盟関係者は憂いを抱いている。

## 略史
1984年、一清特別案件（全国で黒社会壊滅運動）にて逮捕・入獄することになった角頭たちに対して、巨大な勢力への不満を募らせ、刑務所内で本省掛（本省人系）のヤクザ連盟を結び、外省掛（外省人系）の竹聯幇に対抗することを提案した。台北市文山区の羅福助（文山幇）から、高雄の楊登魁（西北幇）、基隆の吳桐潭（田寮港幇）、三重の蕭沢宏、中和の李博熙、彰化の謝通運と新竹の林敏徳が天道盟を構成していた。
この時、総連絡人として羅福助が推挙されるが、当時の天道盟は繋がりとしての団体組織であり、具体的に活動する組織としては成り立っていなかった。
1987年、皆が出獄した後、台湾各地ですぐさま太陽会、済公会、孔雀会、不倒会、敏徳会、鴨覇会（今の仁義会）などの下部団体（暴力団）を設立する。初代盟主は羅福助が担当した。設立後には各地のヤクザ団体を傘下に収めている。
1989年、山口組との組織交流を始め、人員を派遣して日本まで山口組の経営パターンを学ぶ。
1994年、天道盟は組織内部の改造を行って、「総裁」（盟主）、「副総裁」の職務、新規に団体を設立するのは「高級顧問」のみとし、高級顧問が組長を指定する、という制度を作りあげた。
1995年、総裁（盟主）羅福助は立法委員（国会議員）に当選し、政治の力の助けを用いて、天道盟の勢力は大幅に拡張させていき、続々と同心会、文山会、天鷹会、天徳会と環南会の下部団体（暴力団）を創立する。
2002年、天道盟に重大な変化が起こる。総裁であった羅福助は多くの刑事事件に関連していたことが明らかになって失脚し、後に収監直前に中国大陸（中華人民共和国）に移住して深圳で起業したとされる。また総裁の失脚によって天道盟の勢力は大幅に削られてしまう。元老楊登魁（初代目の時．最高顧問）は商業に力を尽くしていたが、下部団体の中で最大勢力であった太陽会に分裂問題が発生し、天道盟の元老だった太陽会初代会長の吳桐潭は中国大陸の珠海市へ逃れるという事態に陥った。
これにより天道盟内の重役であった大老の地位は、だんだん衰退することとなった。
以降、天道盟には二代目の総裁が選抜され、新旧は交替して、二代目の総裁（盟主）陳仁治（元・廈門幇幇主、初代目の時・委員会執行長担任）となった。陳仁治は強固な実権を握り、各地ヤクザ団体も傘下に収めている。また前後して天義会、天慶会、天鳴会、北海会、松山会、天林会と関聖会の下部団体（暴力団）を創立する。
また陳仁治は過去に利害関係があった団体との和解を提唱したものの、これは多くの不満要因となり下部団体の独立を招いた。（陳仁治を支持しないことの表明としての行動）
2005年、陳仁治は高齢を理由に自ら二代目総裁（盟主）の地位から辞して、済公会会長・蕭沢宏が三代目総裁（盟主）となった。

## 歴代総裁（盟主）
- 精神的指導者：羅福助（初代目盟主）、吳桐潭（元太陽会初代目会長）
- 初代目（1987年～2002年）：羅福助
- 二代目（2002年～2005年）：陳仁治
- 三代目（2005年～2011年）：蕭沢宏（元済公会初代目会長）
- 四代目（2011年～2019年）：施萬浤（元太陽会二代目会長）
- 五代目（2019年～今まで）：曾盈冨（元太陽会五代目会長）

## 下部団体
天道盟の組織の形態は連盟形態に属しているものの、ほとんどの団体はそれぞれ勝手にふるまってと独りで発展する傾向がある。
またほとんどの組織は地区性ヤクザ団体（暴力団）であり、これらの団体はそれぞれの角頭から天道盟に加盟して創立されている。
下部団体には台湾に存在する一定の勢力と知名度があって、その中は太陽会で天道盟の中で最も強大な下部団体である。
現在は天道盟の下部団体が含んである：太陽会、済公会、孔雀会、不倒会、敏徳会、仁義会（元．鴨覇会）、同心会、文山会、大安会、太極会、天徳会、天鷹会、美鷹会、環南会、鳳彫会、天頭会、雲霄会、望天会、汐止会、華北会、天慶会、松山会、天林会、天元会、鷹中会、天義会、至尊会、竹風会、同安会、一統会、天竜会、天鳴会、北海会、廉政会、青峰会、天螺会、関聖会、財神会、新店会、 雲聯会、正義会、天山会

## 活動
天道盟の創立当初はちょうど台湾の経済が急速に発達した時であり、それぞれの団体は独自の活動に任せられている。
天道盟は外部から圧力を受けたときのみに協力し合う組織であり、組織からのバックアップなどはあまりない。
それぞれの団体の資金源は主に地域収入がメインである。
賭博、非合法な私営金融機関などの産業を保護したり、ホテル、バー、ダンス・ホールを設立して収入を得ている。また台湾では宝くじなどのギャンブルを作り上げたり、日本からパチンコを導入して莫大な利潤を獲得している。
時代が発展するにつれて、天道盟の資金調達も規模が大きくなり、公共事業に参加したり、標識、株の投機的売買、不動産、メディアなどを複合させて使うことで株式市場で利益を得たり、船輸、先物取引、娯楽産業（映画とテレビ）にも後発ながらも参入している。
また近年ではその大きな影響力を駆使して「政治に介入している」という意見もある。